# Mia Maariel Meyer
Mia Maariel Meyer (* 14. Dezember 1981 in Braunschweig) ist eine deutsche Filmregisseurin und Drehbuchautorin.

## Leben
Mia Maariel Meyer wurde 1981 in Braunschweig geboren. Sie studierte Film und Drehbuch in New York und London, wo sie ihr Studium 2008 mit einem Master of Arts in Filmmaking an der University of Goldsmiths abschloss. Zurück in Deutschland arbeitete sie zunächst vermehrt im Bereich Dokumentarfilm und Reportage. Für das Dokuformat 140 Sekunden gewann sie 2012 den Grimme Online Award. Im Jahr 2014 entstand ihr No-Budget-Film und gleichzeitiges Spielfilmdebüt Treppe aufwärts, das 2015 bei den Hofer Filmtagen seine Premiere feierte und dort eine lobende Erwähnung erhielt.
Bei ihrem zweiten Spielfilm Die Saat schrieb sie gemeinsam mit ihrem Ehemann Hanno Koffler das Drehbuch. Die Weltpremiere des Films erfolgte im Juni 2021 im Rahmen der Internationalen Filmfestspiele Berlin in der Sektion Perspektive Deutsches Kino. Nach in Treppe aufwärts besetzte sie zum zweiten Mal eine Hauptrolle mit Koffler.

## Filmografie
- 2006: Heritage (Kurzfilm)
- 2008: Brief an meine Eltern (Kurzfilm)
- 2010: Heimweh (Kurzfilm)
- 2011: Vater (Kurzfilm)
- 2013: Manou (Kurzfilm)
- 2015: Treppe aufwärts
- 2021: Die Saat
- 2023: Transatlantic (Fernsehserie)

## Auszeichnungen
Fernsehfilmfestival Baden-Baden
- 2021: Nominierung für den MFG Star (Die Saat)[6]

Filmfest Emden-Norderney
- 2021: Nominierung für den DGB-Filmpreis (Die Saat)
- 2021: Nominierung für den NDR-Filmpreis für den Nachwuchs (Die Saat)[7]